# Tino Bos
Tino Bos (Koningslust, 1971) is een Nederlandse zanger en musicalacteur.

## Biografie
Bos groeide op in het Limburgse dorpje Koningslust en deed op zijn twaalfde mee aan de allereerste mini-playbackshow op de Nederlandse televisie met This ole house van rock-'n-roller Shakin' Stevens. Vanaf zijn dertiende zong hij in diverse pop- en jazzbands. Na twee concertreeksen als solist met het Orkest van de Koninklijke Luchtmacht in 1998 speelde hij achtereenvolgens rollen in een aantal (inter)nationale musicals. In 1999 speelde hij onder regie van coauteur James Rado met een grotendeels Amerikaanse cast de rol van Epstein in de hippie-musical Hair tijdens de Italiaanse theatertour. Daarin speelde hij als understudy ook regelmatig de hoofdrol van Claude "Hooper" Bukowski.
Het theaterseizoen daarna speelde hij onder regie van Ivo van Hove de rol van Steve tijdens de Nederlandse theatertour van de rockmusical Rent van Joop van de Ende Theaterproducties. Minimaal één keer per week speelde Bos daarin ook de hoofdrol van de depressieve rockmuzikant Roger. Rent ging in oktober 2000 in première in de Stadsschouwburg Amsterdam en beleefde zijn laatste voorstelling in mei 2001 in Koninklijk Theater Carré.
Gedurende theaterseizoen 2002/2003 vertolkte Bos de mannelijke hoofdrol van legerkapitein Radames in Disney's Aida van Joop van den Ende in het Circustheater te Scheveningen. Vanaf 2008 werkte Bos weer veelvuldig als leadzanger samen met het Orkest van de Koninklijke Luchtmacht tijdens diverse concerten en concerttournees in binnen- en buitenland.

## Theater

#### Musicals
- Hair (1999, Italië) - Epstein en Claude (Theatertour Italië)
- Rent (2000/2001) - Steve en Roger (Joop van de Ende Theaterproducties - Nationale theatertour)
- Aida (2002/2003) - Radames (Joop van de Ende Theaterproducties - Circustheater)

#### Concerten en tournees
- Leadzanger Orkest van de Koninklijke Luchtmacht
  - Proms (1998) - Concerttournee (met Joke van der Hoek)
  - Swing (1998) - Concerttournee
  - Kerstconcert (2008) - Concerttournee (met Cindy Oudshoorn)
  - Plaza Tour: Here Comes the Sun (2009) -  Concerttournee (met Cindy Oudshoorn)
  - Sound of Freedom (2009) -  Concerttournee (met Talita Angwarmasse)
  - Christmas Brings Freedom (2009) -  Concerttournee (met Talita Angwarmasse)
  - Plaza Tour: Love is in the Air I (2010) - Concerttournee (met Talita Angwarmasse)
  - Plaza Tour: Love is in the Air II (2010) -  Concerttournee (met Vera de Bree)
  - Kanaalconcert Apeldoorn (2010) - Concert (met Liesbeth List)
  - Plaza Tour: Méditerranée (2012) - Concerttournee
  - Aces and Bandits (2013) - Concerttournee
- Kings & Queens (2010) - Orkestconcert (met Leona Philippo, Gino Emnes en Cindy Oudshoorn)

## Televisie
- KRO Playbackshow (1983, als Shakin' Stevens)
- TROS Triviant (2001)
- Baantjer - De Cock en de sluipmoord (2001)

## Discografie
- Half Way There (2002)
  - Slide Right To Me
  - Rhythm In You
  - Soulmate
  - You And Me
  - Right Deal?
  - Why Are You Breaking My Soul
  - Crosses